# Neoclinus
Neoclinus is een geslacht van straalvinnige vissen uit de familie van snoekslijmvissen (Chaenopsidae).

## Soorten
- Neoclinus blanchardi Girard, 1858
- Neoclinus bryope (Jordan & Snyder, 1902)
- Neoclinus chihiroe Fukao, 1987
- Neoclinus lacunicola Fukao, 1980
- Neoclinus nudus Stephens & Springer, 1971
- Neoclinus okazakii Fukao, 1987
- Neoclinus stephensae Hubbs, 1953
- Neoclinus toshimaensis Fukao, 1980
- Neoclinus uninotatus Hubbs, 1953
- Neoclinus monogrammus Murase, Aizawa & Sunobe, 2010
- Neoclinus nudiceps Murase, Aizawa & Sunobe, 2010